# Apamea scolopacina
Apamea scolopacina là một loài bướm đêm thuộc họ Noctuidae. Loài này có ở miền nam và miền trung châu Âu, miền nam Xibia, quần đảo Kuril tới Nhật Bản.
Sải cánh dài 32–36 mm. Con trưởng thành bay từ tháng 7 đến tháng 8 tùy theo địa điểm.
Ấu trùng ăn các loài Milium, Deschampsia, Briza, Scirpus và Luzula.

## Hình ảnh

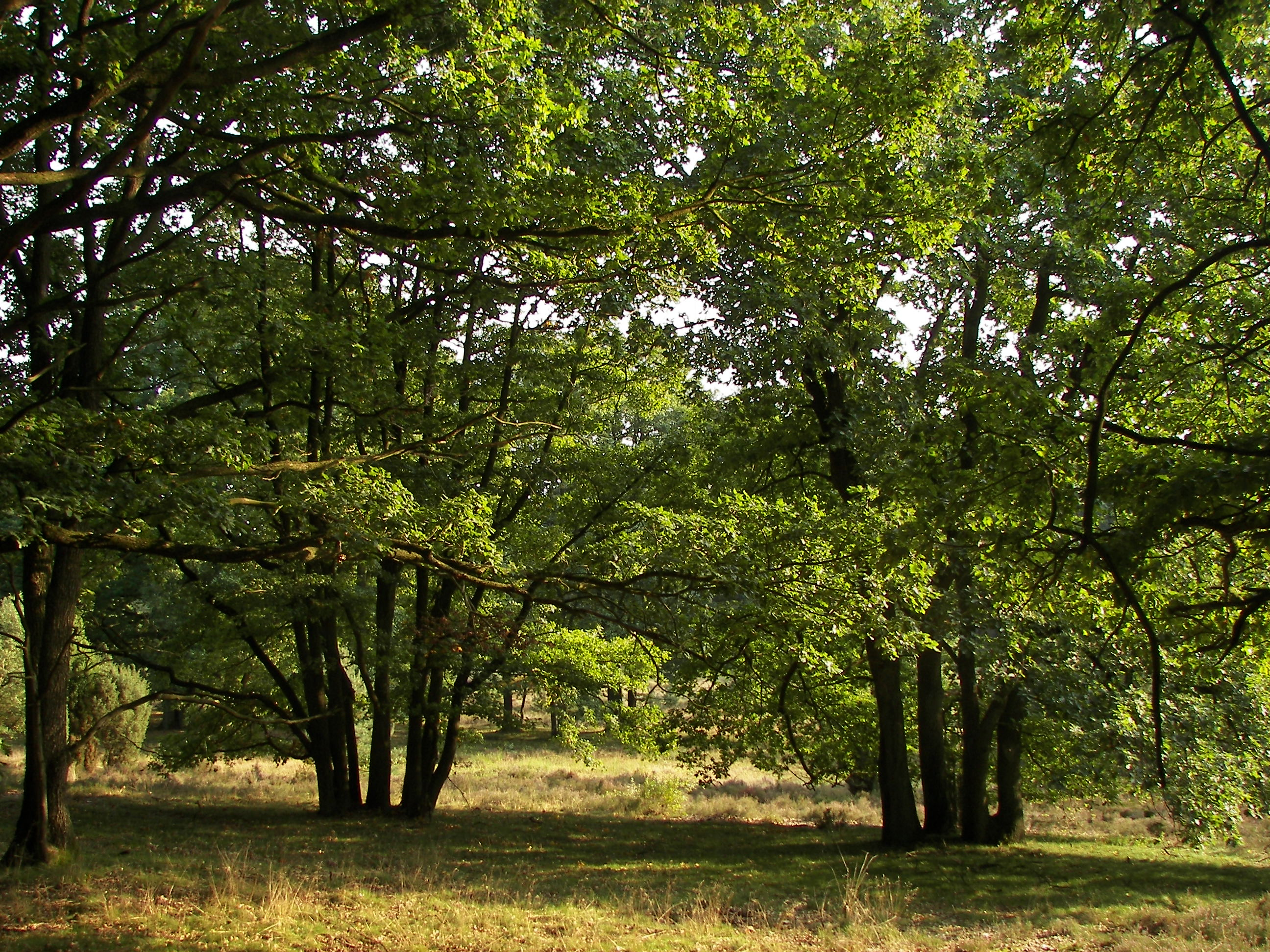
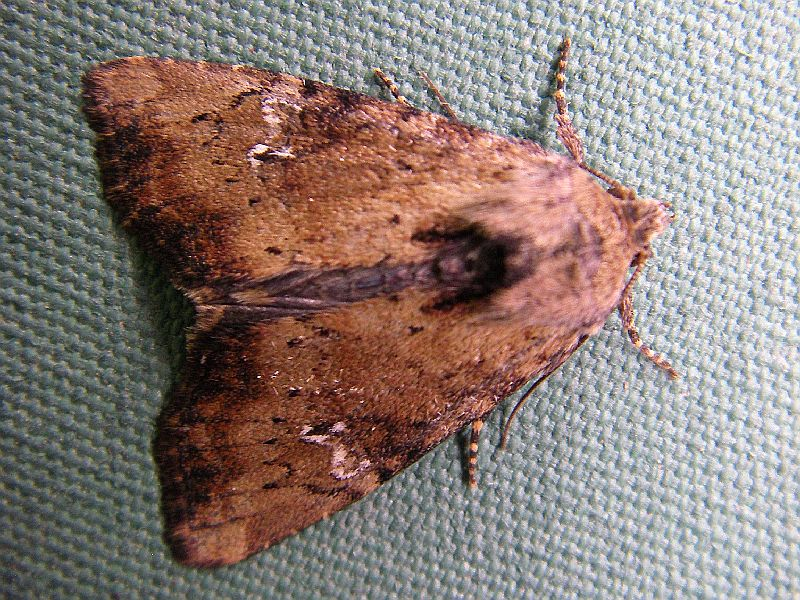
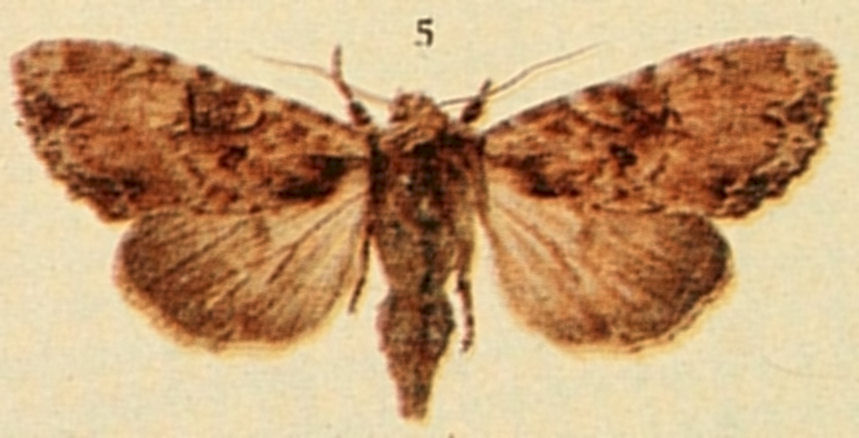
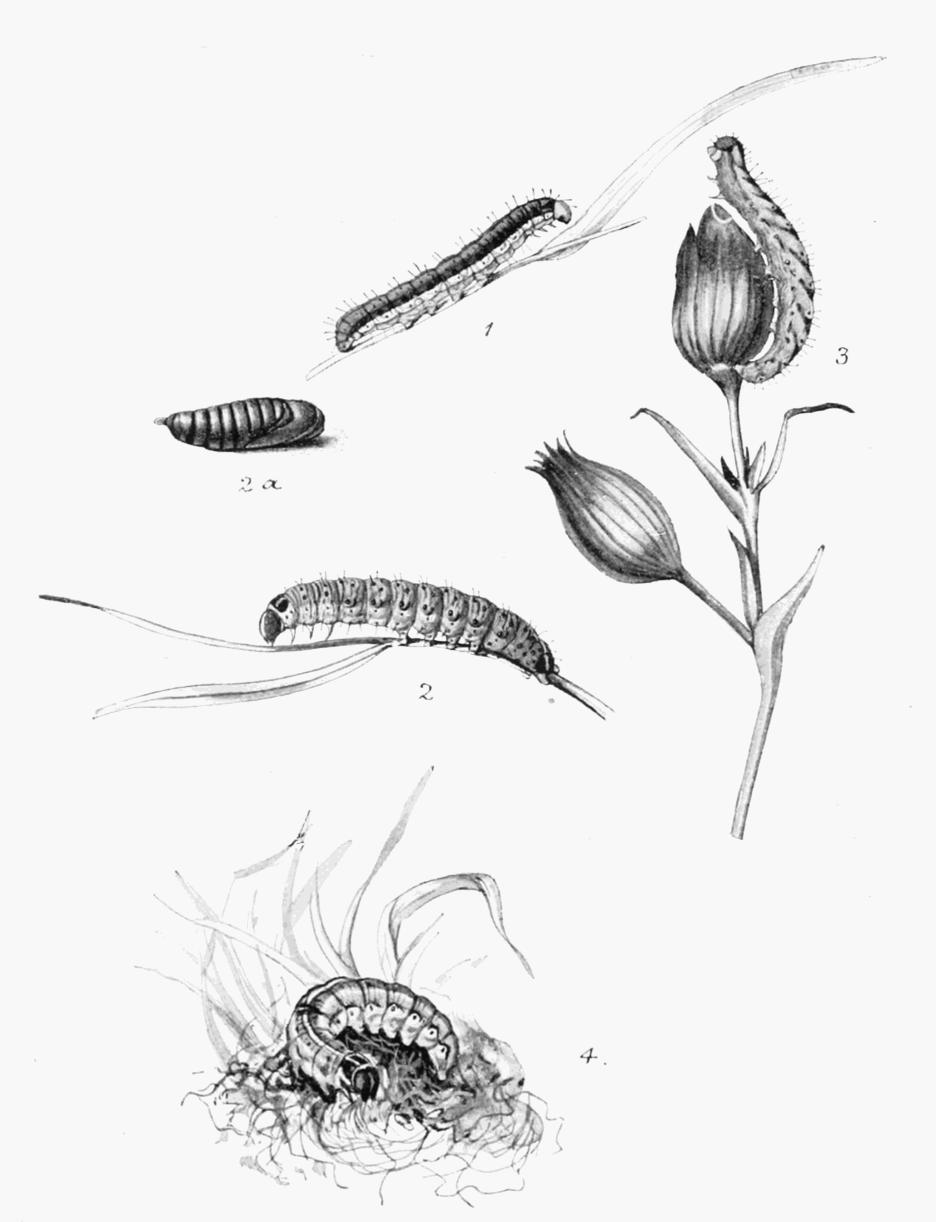